# 6 aprilbeweging
De 6 aprilbeweging (Arabisch: شباب 6 ابري, "Shabab 6 april", Engels: April 6 (Youth) Movement) is een Egyptische groepering die door middel van protest op sociale media een belangrijke rol innam in de Egyptische oppositie tegen het regime van Hosni Moebarak en later ook tegen de regering van Mohamed Morsi van de Moslimbroederschap.
De beweging bestaat inmiddels uit verschillende onderdelen: de oorspronkelijke 6 april jeugdbeweging, het 6 april democratisch front, het 6 april revolutionair front en het 6 april onafhankelijk front.
De groep werd opgericht in maart 2008 door Ahmed Maher en Israa Abdel Fattah ter ondersteuning van een staking in de industriestad El-Mahalla El-Kubra op 6 april. De groep riep op tot een algemene staking op die dag als protest tegen stijgende voedselprijzen. Leden van de groep werden gearresteerd maar de groep bleef desondanks actief als discussieplatform waarop de leden een aantal demonstraties organiseerden. Een oproep tot een demonstratie op 25 januari 2011 leidde tot een reeks van Protesten in Egypte in 2011.
De belangrijke figuren achter de beweging zijn de oprichters Asmaa Mahfouz, Ahmed Maher, Israa Abdel Fattah, Tareq al-Khouly, Mohammed Adel en Amr Ali.
Maher leidde de beweging sinds de oprichting tot oktober 2013. Hij stelde zich toen niet verkiesbaar en werd opgevolgd door Ali. De beweging had bij Ali's aantreden aan populariteit ingeboet vanwege de opkomst van andere oppositiebewegingen, kritiek op de herkomst van fondsen en vanwege de bondgenoten van de groep.
Op 28 april 2014 werd de beweging verboden wegens het beschadigen van het imago van de staat en het onderhouden van illegale contacten met buitenlanders.